# برونو زاپیی
برونو زاپیی (انگلیسی: Bruno Zapelli؛ زادهٔ ۱۶ مهٔ ۲۰۰۲) بازیکن فوتبال اهل آرژانتین است.
وی همچنین در تیم ملی فوتبال زیر ۲۱ سال ایتالیا بازی کرده است.